# Zamboanga del Norte

Zamboanga del Nortes läge i Filippinerna

Zamboanga del Norte är en provins i Filippinerna. Den är belägen på ön Mindanao i regionen Zamboangahalvön och har 933 600 invånare (2006) på en yta av 6 618 km². Administrativ huvudort är Dipolog City.
Provinsen är indelad i 25 kommuner och 2 städer. Större städer är Dapitan City och Dipolog City.